# Samuel Loyd
Samuel Loyd (Filadélfia, 30 de janeiro de 1841 – Filadélfia, 10 de abril de 1911) foi um matemático dedicado à matemática recreativa e autor de quebra-cabeças norte-americano. É considerado o maior charadista das Américas.
Como enxadrista, ele foi o autor de inúmeros problemas de xadrez, alguns com temas geniais.  No seu auge, Loyd foi um dos melhores enxadristas nos Estados Unidos, sendo ranqueado como décimo quinto do mundo. Seu estilo era falho, uma vez que tentava criar combinações fantásticas sobre o tabuleiro em vez de simplificar a partida para obter a vitória.
Sua criação mais importante, e famosa, segundo alguns analistas e biógrafos, é o Quebra-cabeças das Quinze Pastilhas, onde em uma caixa deslizam livremente quinze quadrados numerados. No Brasil, por volta de 1955, este jogo virou uma verdadeira febre entre a criançada. Baseado neste jogo, ele criou a Charada de Boss, e ofereceu um prêmio de 1.000 dólares. Mais tarde, descobriu-se que este desafio não tinha solução.

## Biografia
|   | a | b | c | d | e | f | g | h |   |
| 8 | h7 branco torre · g5 branco rei · h3 preto peão · g2 preto bispo · h2 branco peão · f1 branco cavalo | h7 branco torre · g5 branco rei · h3 preto peão · g2 preto bispo · h2 branco peão · f1 branco cavalo | h7 branco torre · g5 branco rei · h3 preto peão · g2 preto bispo · h2 branco peão · f1 branco cavalo | h7 branco torre · g5 branco rei · h3 preto peão · g2 preto bispo · h2 branco peão · f1 branco cavalo | h7 branco torre · g5 branco rei · h3 preto peão · g2 preto bispo · h2 branco peão · f1 branco cavalo | h7 branco torre · g5 branco rei · h3 preto peão · g2 preto bispo · h2 branco peão · f1 branco cavalo | h7 branco torre · g5 branco rei · h3 preto peão · g2 preto bispo · h2 branco peão · f1 branco cavalo | h7 branco torre · g5 branco rei · h3 preto peão · g2 preto bispo · h2 branco peão · f1 branco cavalo | 8 |
| 7 | h7 branco torre · g5 branco rei · h3 preto peão · g2 preto bispo · h2 branco peão · f1 branco cavalo | h7 branco torre · g5 branco rei · h3 preto peão · g2 preto bispo · h2 branco peão · f1 branco cavalo | h7 branco torre · g5 branco rei · h3 preto peão · g2 preto bispo · h2 branco peão · f1 branco cavalo | h7 branco torre · g5 branco rei · h3 preto peão · g2 preto bispo · h2 branco peão · f1 branco cavalo | h7 branco torre · g5 branco rei · h3 preto peão · g2 preto bispo · h2 branco peão · f1 branco cavalo | h7 branco torre · g5 branco rei · h3 preto peão · g2 preto bispo · h2 branco peão · f1 branco cavalo | h7 branco torre · g5 branco rei · h3 preto peão · g2 preto bispo · h2 branco peão · f1 branco cavalo | h7 branco torre · g5 branco rei · h3 preto peão · g2 preto bispo · h2 branco peão · f1 branco cavalo | 7 |
| 6 | h7 branco torre · g5 branco rei · h3 preto peão · g2 preto bispo · h2 branco peão · f1 branco cavalo | h7 branco torre · g5 branco rei · h3 preto peão · g2 preto bispo · h2 branco peão · f1 branco cavalo | h7 branco torre · g5 branco rei · h3 preto peão · g2 preto bispo · h2 branco peão · f1 branco cavalo | h7 branco torre · g5 branco rei · h3 preto peão · g2 preto bispo · h2 branco peão · f1 branco cavalo | h7 branco torre · g5 branco rei · h3 preto peão · g2 preto bispo · h2 branco peão · f1 branco cavalo | h7 branco torre · g5 branco rei · h3 preto peão · g2 preto bispo · h2 branco peão · f1 branco cavalo | h7 branco torre · g5 branco rei · h3 preto peão · g2 preto bispo · h2 branco peão · f1 branco cavalo | h7 branco torre · g5 branco rei · h3 preto peão · g2 preto bispo · h2 branco peão · f1 branco cavalo | 6 |
| 5 | h7 branco torre · g5 branco rei · h3 preto peão · g2 preto bispo · h2 branco peão · f1 branco cavalo | h7 branco torre · g5 branco rei · h3 preto peão · g2 preto bispo · h2 branco peão · f1 branco cavalo | h7 branco torre · g5 branco rei · h3 preto peão · g2 preto bispo · h2 branco peão · f1 branco cavalo | h7 branco torre · g5 branco rei · h3 preto peão · g2 preto bispo · h2 branco peão · f1 branco cavalo | h7 branco torre · g5 branco rei · h3 preto peão · g2 preto bispo · h2 branco peão · f1 branco cavalo | h7 branco torre · g5 branco rei · h3 preto peão · g2 preto bispo · h2 branco peão · f1 branco cavalo | h7 branco torre · g5 branco rei · h3 preto peão · g2 preto bispo · h2 branco peão · f1 branco cavalo | h7 branco torre · g5 branco rei · h3 preto peão · g2 preto bispo · h2 branco peão · f1 branco cavalo | 5 |
| 4 | h7 branco torre · g5 branco rei · h3 preto peão · g2 preto bispo · h2 branco peão · f1 branco cavalo | h7 branco torre · g5 branco rei · h3 preto peão · g2 preto bispo · h2 branco peão · f1 branco cavalo | h7 branco torre · g5 branco rei · h3 preto peão · g2 preto bispo · h2 branco peão · f1 branco cavalo | h7 branco torre · g5 branco rei · h3 preto peão · g2 preto bispo · h2 branco peão · f1 branco cavalo | h7 branco torre · g5 branco rei · h3 preto peão · g2 preto bispo · h2 branco peão · f1 branco cavalo | h7 branco torre · g5 branco rei · h3 preto peão · g2 preto bispo · h2 branco peão · f1 branco cavalo | h7 branco torre · g5 branco rei · h3 preto peão · g2 preto bispo · h2 branco peão · f1 branco cavalo | h7 branco torre · g5 branco rei · h3 preto peão · g2 preto bispo · h2 branco peão · f1 branco cavalo | 4 |
| 3 | h7 branco torre · g5 branco rei · h3 preto peão · g2 preto bispo · h2 branco peão · f1 branco cavalo | h7 branco torre · g5 branco rei · h3 preto peão · g2 preto bispo · h2 branco peão · f1 branco cavalo | h7 branco torre · g5 branco rei · h3 preto peão · g2 preto bispo · h2 branco peão · f1 branco cavalo | h7 branco torre · g5 branco rei · h3 preto peão · g2 preto bispo · h2 branco peão · f1 branco cavalo | h7 branco torre · g5 branco rei · h3 preto peão · g2 preto bispo · h2 branco peão · f1 branco cavalo | h7 branco torre · g5 branco rei · h3 preto peão · g2 preto bispo · h2 branco peão · f1 branco cavalo | h7 branco torre · g5 branco rei · h3 preto peão · g2 preto bispo · h2 branco peão · f1 branco cavalo | h7 branco torre · g5 branco rei · h3 preto peão · g2 preto bispo · h2 branco peão · f1 branco cavalo | 3 |
| 2 | h7 branco torre · g5 branco rei · h3 preto peão · g2 preto bispo · h2 branco peão · f1 branco cavalo | h7 branco torre · g5 branco rei · h3 preto peão · g2 preto bispo · h2 branco peão · f1 branco cavalo | h7 branco torre · g5 branco rei · h3 preto peão · g2 preto bispo · h2 branco peão · f1 branco cavalo | h7 branco torre · g5 branco rei · h3 preto peão · g2 preto bispo · h2 branco peão · f1 branco cavalo | h7 branco torre · g5 branco rei · h3 preto peão · g2 preto bispo · h2 branco peão · f1 branco cavalo | h7 branco torre · g5 branco rei · h3 preto peão · g2 preto bispo · h2 branco peão · f1 branco cavalo | h7 branco torre · g5 branco rei · h3 preto peão · g2 preto bispo · h2 branco peão · f1 branco cavalo | h7 branco torre · g5 branco rei · h3 preto peão · g2 preto bispo · h2 branco peão · f1 branco cavalo | 2 |
| 1 | h7 branco torre · g5 branco rei · h3 preto peão · g2 preto bispo · h2 branco peão · f1 branco cavalo | h7 branco torre · g5 branco rei · h3 preto peão · g2 preto bispo · h2 branco peão · f1 branco cavalo | h7 branco torre · g5 branco rei · h3 preto peão · g2 preto bispo · h2 branco peão · f1 branco cavalo | h7 branco torre · g5 branco rei · h3 preto peão · g2 preto bispo · h2 branco peão · f1 branco cavalo | h7 branco torre · g5 branco rei · h3 preto peão · g2 preto bispo · h2 branco peão · f1 branco cavalo | h7 branco torre · g5 branco rei · h3 preto peão · g2 preto bispo · h2 branco peão · f1 branco cavalo | h7 branco torre · g5 branco rei · h3 preto peão · g2 preto bispo · h2 branco peão · f1 branco cavalo | h7 branco torre · g5 branco rei · h3 preto peão · g2 preto bispo · h2 branco peão · f1 branco cavalo | 1 |
|   | a | b | c | d | e | f | g | h |   |

Sam gostava de embelezar os seus puzzles com pequenas histórias, usando algum humor e fantasia.
Grande apreciador de xadrez, dedicou-se à matemática recreativa e tornou-se autor de quebra-cabeças aos 14 anos.
Com a idade de dezesseis anos, reconhecido o seu grande talento, foi nomeado redator de problemas da revista Chess Monthly.
Mais tarde, por volta do biênio 1877 e 1878, contribuiu com o seu talento para o fortalecimento ainda mais do xadrez, sendo o responsável pela seção de xadrez da revista Scientific American Supplement.
Em 1878, o nosso ilustre personagem edita ele mesmo, em Elisabeth, Nova Jérsei, o livro Chess Strategy, contendo aproximadamente quinhentos (500) problemas. Dentre eles, o famoso "Problema de Carlos XII" se destaca dos demais, criado quando ele tinha apenas dezoito anos.
Em 1903, publicou o livro "O Oitavo Livro de Tan", onde coloca cerca de 700 puzzles usando as figuras do Tangram.

### Charadas

#### P. T. Barnum's Trick Mules (Os burros mágicos de P. T. Barnum)

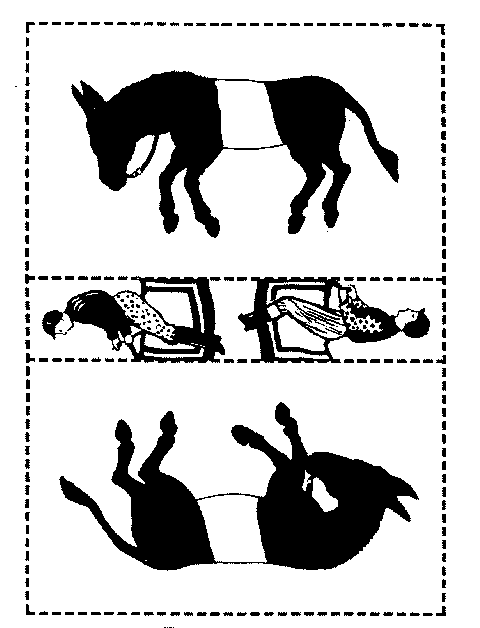
Os burros mágicos de P. T. Barnum

Em 1857, Loyd criou o puzzle "Trick Donkeys", confeccionado em papel cartão e faturou milhões de dólares vendendo a um dólar cada. P .T. Barurns, um dono de circo que exibia aberrações e curiosidades, comprou a ideia de Loyd, colocando-o no mercado com o titulo de "P. T. Barnum's Trick Mules."; milhões de cópias foram vendidas, e, supõe-se que o inventor ganhou uma verdadeira fortuna na época: $ 10.000 dólares.
Martin Gardner, grande divulgador da obra de Sam Loyd, conta que a provável inspiração deve ter sido uma gravura persa do século XVII que mostram os cavalos em uma posse muito similar.
No Brasil, essa charada não chegou a ser muito difundida.
O objetivo deste puzzle é o seguinte: Este puzzle é constituído por três peças (cortadas nas linhas pontilhadas). Para o resolveres deves reorganizar as peças, sem as dobrares ou as sobrepor, de forma a posicionar os cavaleiros, cada um a montar o seu cavalo. A solução pode ser vista aqui.

#### Get off the Earth Puzzle (Quebra-cabeças Sai da Terra)
Um dos mais originais e intrigantes quebra-cabeças inventados por Sam Loyd.
Consiste num disco representando a Terra e num anel concêntrico com esse disco, contendo desenhos de figuras representando guerreiros chineses.
Este puzzle foi patenteado por Sam Loyd em 1896.

### Sofismas

#### O Sofisma de Sam Loyd - 64 = 65
Um sofisma tem como objetivo induzir a audiência ao engano.
O sofisma 64 = 65 foi proposto inicialmente por Sam Loyd, explorando uma propriedade dos números da Seqüência de Fibonacci.
Esse sofisma parte de um quadrado de 8 cm de lado que, primeiramente, é dividido em dois retângulos cujas bases congruentes são obtidas a partir de um dos lados do quadrado. Suas alturas são obtidas ao se efetuar um único corte, paralelo à base, em um dos lados perpendiculares, dividindo o lado do quadrado sob as medidas 3 cm e 5 cm.
No retângulo menor, 3 cm x 8 cm, efetua-se um único corte ao longo de toda diagonal do retângulo, obtendo-se dois triângulos retângulos congruentes cujos catetos medem 3 cm e 8 cm. No retângulo maior, de dimensões 5 cm x 8 cm, efetua-se um corte, em diagonal, de modo a obter dois trapézios retângulos congruentes, cujos lados perpendiculares ao lado de medida 5 cm meçam 3 cm e 5 cm.
Para montar a segunda figura do sofisma, um retângulo, deve-se separar os quatro polígonos obtidos pelos cortes em dois grupos equivalentes, cada um deles contendo um trapézio retângulo e um triângulo retângulo. Em cada um desses grupos forma-se um triângulo retângulo grande, cujos catetos medem 5 cm e 13 cm, apenas juntando os dois polígonos do grupo exatamente nas arestas de medida igual a 3 cm. Após a formação dos dois triângulos retângulos, deve-se agrupar os dois triângulos de modo a formar um retângulo cujos lados medem 5 cm e 13 cm.
A discussão fica em torno da diferença entre as áreas dos dois quadriláteros que, surpreendentemente, sugerem a igualdade “64 = 65”!

##### O "Truque" e a Explicação
Na Seqüência de Fibonacci, o termo 3 (1, 1, 2, 3, 5, 8, 13, 21, 34, 55, ... ), tem como adjacentes os números 2 e 5. Fazendo o termo 3² = 9; e fazendo o produto de 2 por 5 (2x5 = 10), temos a diferença deste com aquele igual a 1 (10 - 9 = 1).
Da mesma forma, pegando o termo 8 (1, 1, 2, 3, 5, 8, 13, 21, 34, 55, ... ), seus adjacentes são 5 e 13. Fazendo o termo 8² = 64; e fazendo o produto de 5 por 13 (5x13 = 65), temos a diferença deste com aquele igual a 1 (65 - 64 = 1).
O truque, então, consiste em apresentar as duas imagens como esboços porque, dessa forma, a pessoa não percebe que os lados na parte central da segunda ilustração não se encaixam perfeitamente.
Esse desencaixe é o bastante para deixar uma lacuna (um vazio bem no meio) de área 1, que é justamente o que aumenta os 64 iniciais até os 65 finais.

## Livros Publicados
- Sam Loyd's Book of Tangram Puzzles (ISBN 0-486-22011-7): autor Sam Loyd
- Mathematical Puzzles of Sam Loyd (ISBN 0-486-20498-7): selecionados e editados por Martin Gardner
- More Mathematical Puzzles of Sam Loyd (ISBN 0-486-20709-9): selecionados e editados por Martin Gardner
- The Puzzle King: Sam Loyd's Chess Problems and Selected Mathematical Puzzles (ISBN 1-886846-05-7): editados por Sid Pickard
- The 15 Puzzle (ISBN 1-890980-15-3): por Jerry Slocum e Dic Sonneveld
- Sam Loyd's Cyclopedia of 5000 Puzzles, Tricks and Conundrums with Answers (ISBN 0-923891-78-1)
- Sam Loyd and his Chess Problems por Alain C. White
- Sam Loyd: His Story and Best Problems, by Andrew Soltis, Chess Digest, 1995, (ISBN 0-87568-267-7)